# Сотское (Московская область)
Сотское — деревня в Талдомском районе Московской области России. Входит в состав сельского поселения Квашёнковское. Население — 26 чел. (2010).

## География
Расположена на севере Московской области, в центральной части Талдомского района, примерно в 4 км к северу от центра города Талдома. Связана автобусным сообщением с районным центром и центром соседнего Кимрского района — городом Кимры. Ближайшие населённые пункты — деревни Карачуново и Мякишево.
Вдоль деревни протекает река Мерзловка (в народе Дергавка). До середины XX века использовалась жителями деревни в хозяйственных нуждах. Ныне мелеет.

## Население
| 1859 | 1888 | 1926 | 2002 | 2006 | 2010 |
| ---- | ---- | ---- | ---- | ---- | ---- |
| 164  | ↗239 | ↗273 | ↘26  | ↗59  | ↘26  |

## История
В материалах Генерального межевания XVIII века и на межевой карте съёмки 1848—1849 гг. указана как деревня Соцкая. Названа по месту жительства сотского — «полицейского надзирателя по выбору крестьян».
В «Списке населённых мест» 1862 года Сотская — владельческая деревня 2-го стана Калязинского уезда Тверской губернии по Дмитровскому тракту, в 61 версте от уездного города, при речке Мерзловке, с 22 дворами и 164 жителями (84 мужчины, 80 женщин).
По данным 1888 года входила в состав Талдомской волости Калязинского уезда, проживало 35 семей общим числом 239 человек (119 мужчин, 120 женщин).
В 1915 году — 43 двора.
Постановлением президиума ВЦИК от 15 августа 1921 года Талдомская волость была включена в состав образованного Ленинского уезда Московской губернии и стала называться Ленинской.
По материалам Всесоюзной переписи населения 1926 года — центр Сотсковского сельского совета Ленинской волости Ленинского уезда, проживало 273 жителя (111 мужчин, 162 женщины), насчитывалось 82 хозяйства, среди которых 61 крестьянское.
С 1929 года — населённый пункт в составе Ленинского района Кимрского округа Московской области.
Постановлением ЦИК и СНК от 23 июля 1930 года округа как административно-территориальные единицы были ликвидированы. Постановлением Президиума ВЦИК от 27 декабря 1930 года городу Ленинску было возвращено историческое наименование Талдом, а район был переименован в Талдомский.
1963—1965 гг. — Сотское в составе Дмитровского укрупнённого сельского района.
Решением Малого совета Московского областного совета народных депутатов от 15 апреля 1992 года центр Сотсковского сельсовета был перенесён в деревню Ахтимнеево, а сельсовет переименован в Ахтимнеевский.
В 1994 году Московской областной думой было утверждено положение о местном самоуправлении в Московской области, сельские советы как административно-территориальные единицы были преобразованы в сельские округа.
1994—2006 гг. — деревня Ахтимнеевского сельского округа Талдомского района.
2006—2009 гг. — деревня сельского поселения Ермолинское Талдомского района.
В 2009 году деревня Сотское вошла в состав сельского поселения Квашёнковское Талдомского муниципального района Московской области, образованного путём выделения из состава сельского поселения Ермолинское.